# Marc Vertongen
Marc Vertongen is een personage uit de Vlaamse sitcom F.C. De Kampioenen, gespeeld door Herman Verbruggen. Marcs infantiele gedrag, naïviteit, luim en beperkte motoriek maakten hem tot een van de meest geliefde personages bij jonge kijkers. In 1990 was hij te zien als gastpersonage en opnieuw in 1992. Vanaf 1993 (halfweg het vierde seizoen) werd hij een hoofdpersonage. Hij is de echtgenoot van Bieke Crucke en vader van Paulien Vertongen.

## Personage
De klungelige en zeer naïeve Marc Vertongen is spits bij F.C. De Kampioenen. Van reeks 5 tot reeks 9 was hij keeper. Hij volgde een tijdlang een opleiding geneeskunde, maar dat was niets voor hem. Nadat hij al enkele keren gezakt was, stopte hij in reeks 7 met zijn studies. In zijn vrije tijd is hij presentator bij Radio Hallo. Toen hij de studio liet afbranden tijdens het romantisch uurtje, werd hij door Boma ontslagen. Hij werd aangenomen bij Radio Figaro van Jean-Luc Grootjans, maar toen ook die studio in vlammen opging, mocht hij terug bij Radio Hallo beginnen.
Na de stopzetting van zijn studies ging Marc af en toe op zoek naar een job, maar werd een man van twaalf stielen en dertien ongelukken; zo was hij al postbode, stofzuigerverkoper, hulpagent, begrafenisondernemer in het bedrijf van zijn ouders, ijscoman, kok in het café van de Schellekens (de concurrerende voetbalploeg van Jean-Luc Grootjans), dierenverzorger in de dierentuin en dj. De rest van zijn tijd hielp Marc in het café. In de periode dat Carmen Waterslaeghers een frituur openhield, was Marc haar werknemer. In reeks 17 werd hij vast aangenomen bij Pascale in het café als kok. Zijn spaghetti ("spaghetti championaise") is voortreffelijk, daar hij een kookcursus heeft gevolgd. In reeks 18 was hij ook eventjes bij het leger, waar hij de boel op stelten zette, en in reeks 19 raakte Marc eindelijk aan een vaste job: hij werd polyvalent gemeentearbeider. In die hoedanigheid was Marc in reeks 21 ook eventjes burgemeester, toen de echte burgemeester op congres was. In de derde film werken Marc en Bieke voor Hallo Teevee als reporters. Anno 2020 is hij geen gemeentearbeider meer maar heeft hij samen met Bieke de begrafenisonderneming van zijn ouders overgenomen.
Marc trouwde in reeks 15 met Bieke Crucke, met wie hij sinds reeks 4 een relatie heeft. Ze gingen als huwelijksreis op cruise met het schip "Freedom of the Seas". Aan boord moest Marc echter werken als presentator voor Nicole & Hugo.
Bieke en Marc woonden sedert hun relatie in bij Pascale, tot ze in reeks 12 verhuisden naar de loft boven de antiekzaak van Fernand Costermans. Fernand profiteert geregeld van Marcs naïviteit. Toen Fernand in reeks 21 de loterij won, verkocht hij zijn antiekzaak voor 250.000 euro aan Marc en Bieke, zodat ze een eigen stulpje konden bouwen in de tweede film wonen Marc, Bieke & Paulien op een boerderij, Oscar woonde ook tijdelijk in tot hij in Afrika ging wonen in de derde film. In de vierde film zijn ze verhuisd naar de begrafenisonderneming van Marcs ouders, die ze intussen hebben overgenomen.
De lievelingsdrank van Marc is "warme choco(lademelk)". In vroege jaren was zijn hobby modelvliegtuigjes maken en zijn favoriete gerecht is gehaktballetjes in tomatensaus.
In zijn jonge jaren was hij bij de padvinders, de 'scouts'.
Marc was erg gehecht aan zijn kleine lichtblauwe Fiat 500, zijn 'Bolleke'. In reeks 19 moest hij echter noodgedwongen een nieuwe auto kopen. Hij kocht eerst samen met Bieke een grotere gezinswagen, maar vond dan een rood 'Bolleke' langs de weg en kwam daarmee naar huis, tot grote ergernis van Bieke. In de film F.C. De Kampioenen 2: Jubilee General is het 'Bolleke' donkerblauw van kleur.
Bieke wilde graag een kindje met Marc maar na een bezoek aan de dokter kwam ze te weten dat ze een voor zaadcellen onvriendelijke omgeving heeft en dat de zaadcellen van Marc te traag zijn. Marc spreekt over "trage zwemmers". Een baby leek dus onwaarschijnlijk, maar niet onmogelijk. Bieke verplichtte Marc om enige tijd pompoenzaad te eten. Dit bevat veel zink en is goed voor de beweeglijkheid van de zaadcellen. In reeks 18 werd Bieke uiteindelijk zwanger. Bieke kreeg last van weeën en Marc wou met zijn "Bolleke" naar het ziekenhuis rijden, maar onderweg had hij geen benzine meer. Marc slaagde erin om de bevalling tot een goed einde te brengen. Zij en Marc werden de ouders van een dochtertje: Paulien.

## Familie
Zijn ouders zijn Theo en Marie-Paule Vertongen, begrafenisondernemers van beroep. Hij heeft een tweelingbroer Bart, die in een psychiatrische instelling verblijft en één keer in de serie verscheen.

## Uiterlijke kenmerken
- Bruin haar
- Grote, bruine bril
- Oranje jas (in de eerste seizoenen een donkere manteljas)
- T-shirt met lange mouwen met polo

## Beroep
- Studerend voor dokter (seizoen 1 - seizoen 7)
- Dj Radio Hallo (seizoen 1 - seizoen 21)
- Hulp in frituur (seizoen 13 - seizoen 16)
- Kok café De Kampioen (seizoen 17 - seizoen 21)
- Polyvalent gemeentearbeider (seizoen 19 - seizoen 21)
- Reporter Hallo TV (film 3)
- Begrafenisondernemer (film 4)

Daarnaast heeft Marc verscheidene andere beroepen uitgeoefend tussen seizoen 7 en seizoen 13 (postbode, stofzuigerverkoper, hulpagent, ijscoman, kok in het café van de Schellekens, dierenverzorger, dj, ...)

## Trivia
- Hoewel Marc altijd al wat klungelig en sociaal naïef overkwam, was hij in de eerste jaargangen als gastpersonage duidelijk intelligenter en zelfs ietwat boekenslim. Zo was hij zelfs eens Baltazar Boma zijn politiek adviseur naar aanleiding van de gemeenteverkiezing.
- In de televisieserie heet hij Marc Vertongen, in de stripreeks Mark Vertongen.
- De oranje jas die Marc zo vaak draagt, behoorde oorspronkelijk tot de garderobe van Pico Coppens. Pico droeg de jas nog toen Marc meedeed (afleveringen "Liefdesverdriet" en "Het jubileum" van reeks 4).
- In de intro van F.C. De Kampioenen wordt altijd een foto gemaakt van de personages. Marc nam deze taak voor zijn rekening in de tweede intro van F.C. De Kampioenen, die gebruikt werd van reeks 5 tot reeks 8. In de intro die gebruikt werd voor reeks 9 en reeks 10 wordt Marc weggejaagd door Bernard Theofiel Waterslaeghers. In de intro die gebruikt werd in reeks 11 en van reeks 12 tot reeks 15 wordt hij weggejaagd door Fernand Costermans. In de laatste intro, van reeks 19 tot reeks 21, staat hij ruzie te maken met Fernand op het veld.